# ソシエッタ代官山
ソシエッタ代官山（ - だいかんやま、Società）は、東京都渋谷区に本社を置くアダルトゲームメーカー・有限会社ソシエッタのブランド名及び旧社名。2004年10月に商号を有限会社ソシエッタと改めた他、併せて商業登記での事業目的をコンピューターソフト関連・不動産賃貸から、新たに各種映像関連・タレントマネジメント業・飲食店経営を追加、翌2005年5月に資本金を増資。
1990年6月創業。セガサターン用のX指定（18歳未満販売禁止）ソフトなどを開発していたが、同レイティングの廃止に前後して家庭用ゲーム機から撤退し、PC用アダルトゲームが主力に。2006年現在はDVD-PGやUMD-PGの販売が主力業務となっている。
2004年、同業のActive（京都市）からブランドと事業を譲り受けたのに前後して、役員とその親族が特定非営利活動法人ジュベネイル・ガイド（理事長はActive元社長）の理事に就任する。しかし、同団体は「アダルトゲーム撲滅」を標榜しているにもかかわらずソシエッタが現在も発売しているゲームタイトルには同団体が「撲滅」すべきと考えているとおぼしき内容のタイトルも多く、物議を醸している。

## 主なタイトル
セガサターン
- THE野球拳スペシャル 〜今夜は12回戦〜（X指定）
- ホーンテッドカジノ（X指定）
- 胸キュン セントポーリア女学院

3DO
- THE野球拳スペシャル（X指定）

Windows / DVD-PG
- HEXA 〜肉欲の二十日間〜
- 媚淫颶 〜快楽のラブマシーン〜

UMD-PG
- HEXA（ヘキサ）肉欲の通勤快速
- 遠野の屋形　第一章